# هولدن اچ‌زد
هولدن اچ‌زد (Holden HZ) خودرویی است که در سال‌های ۱۹۷۷ تا ۱۹۸۰در استرالیا و استرالیا تولید شده‌است. است. سیستم جعبه‌دندهٔ آن ۳ دنده به دو صورت خودکار و دستی است.

## نگارخانه

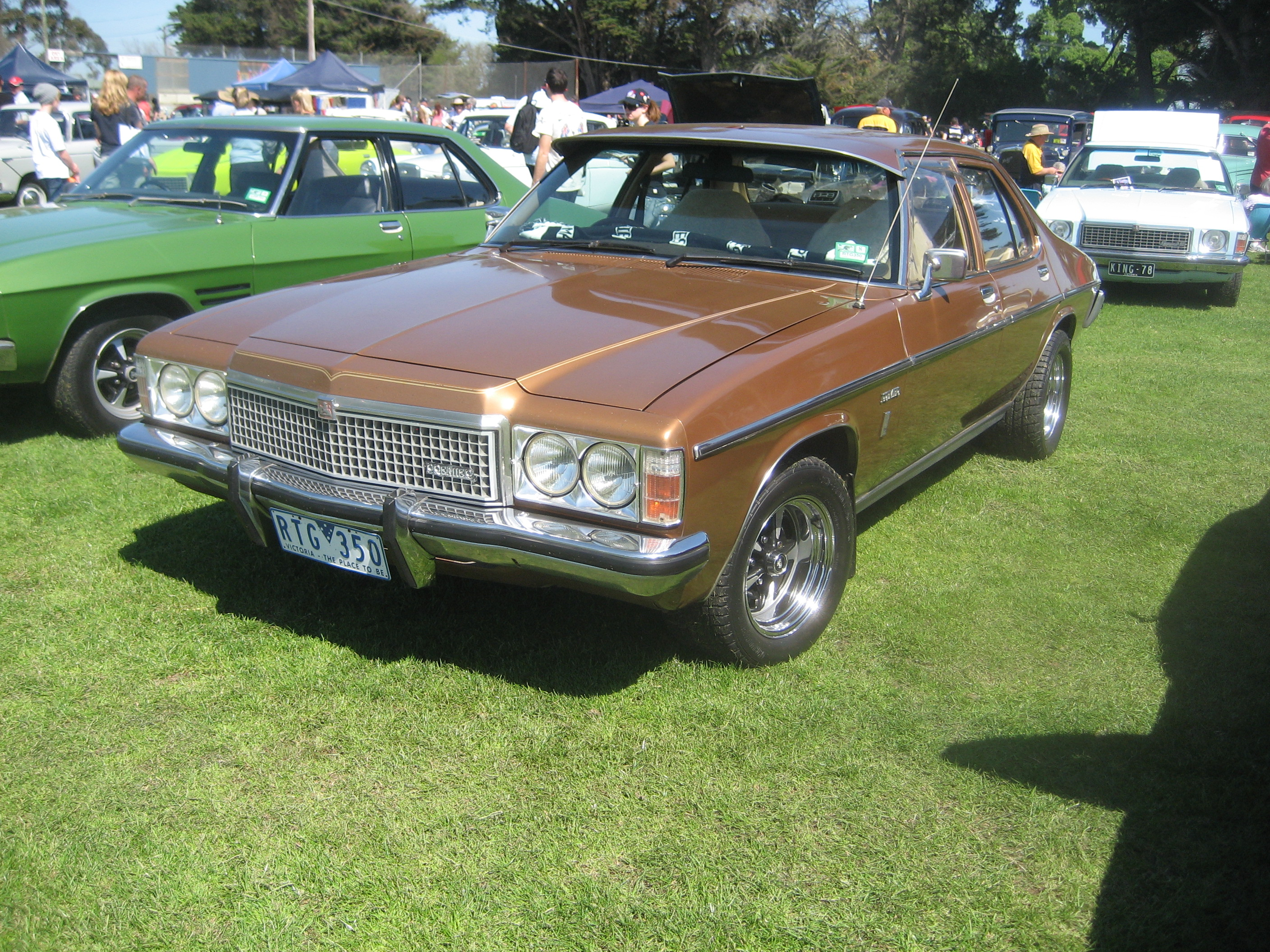
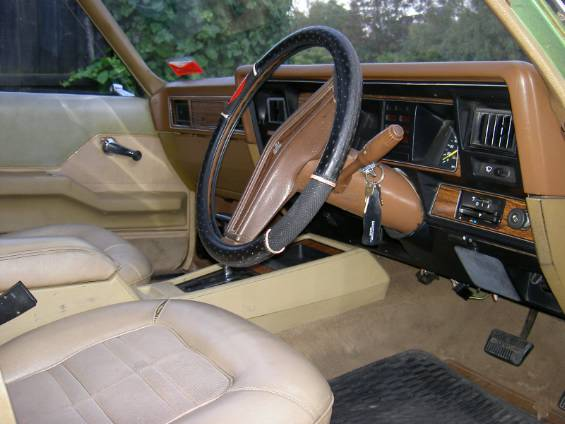
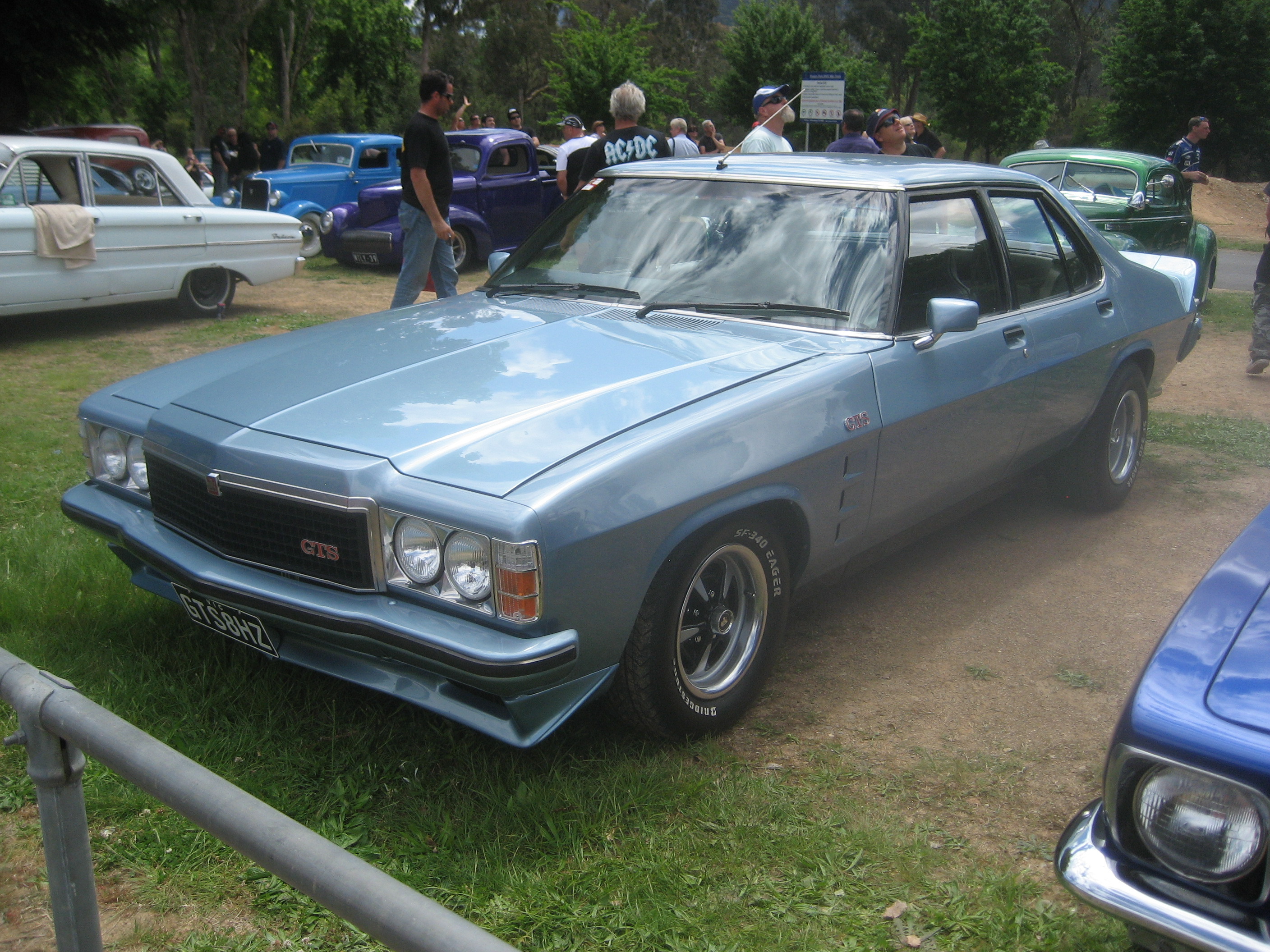
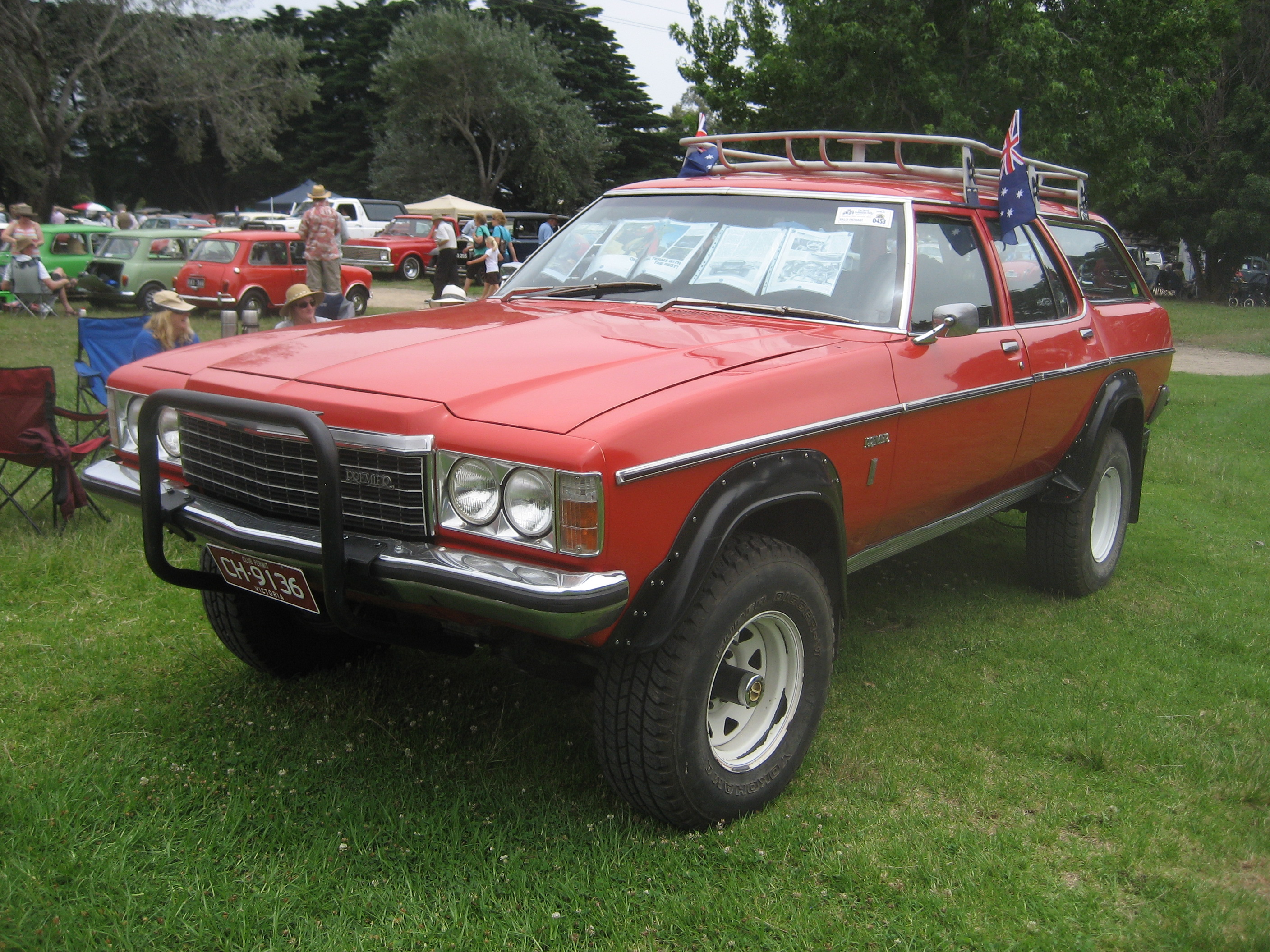
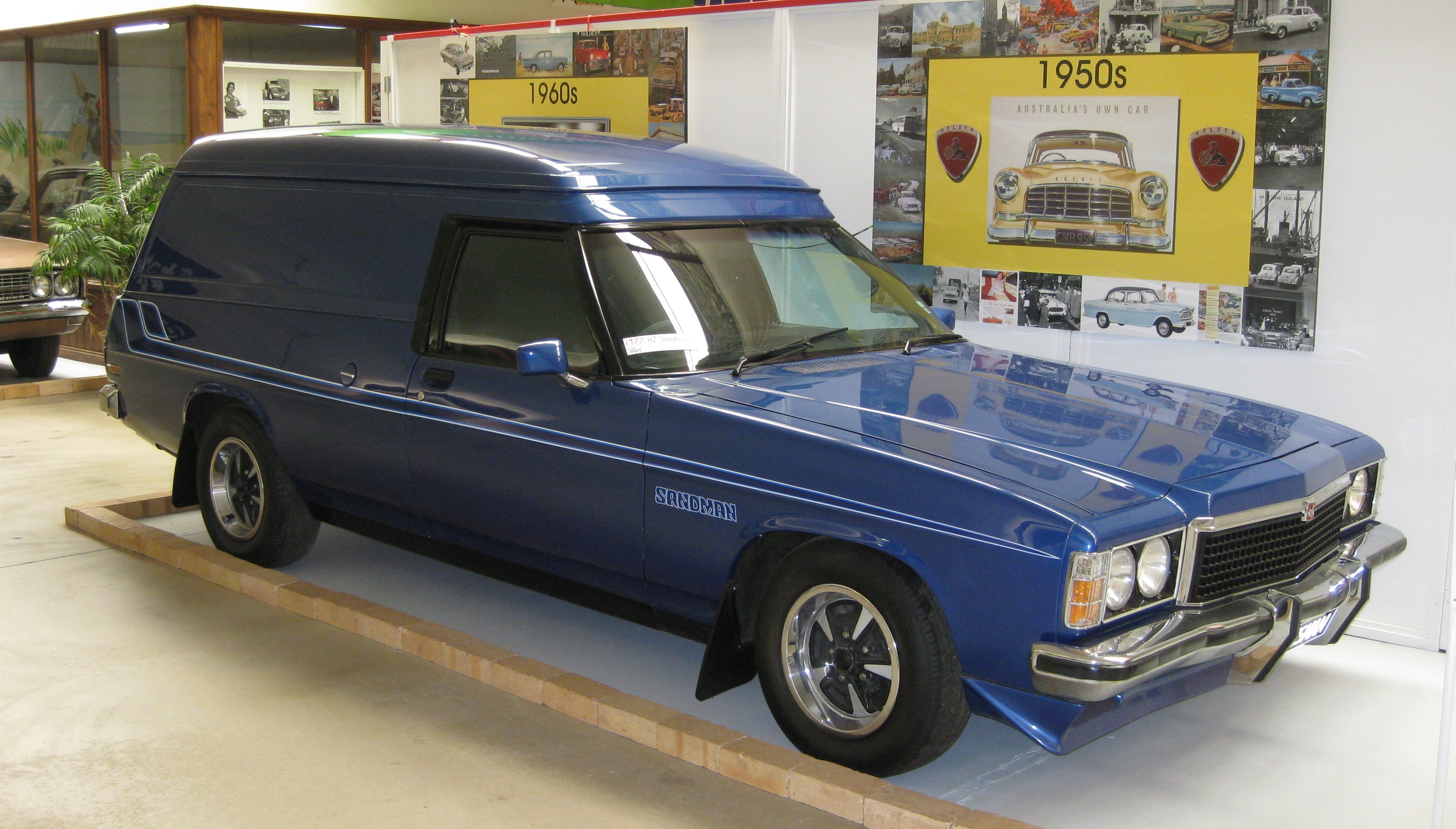
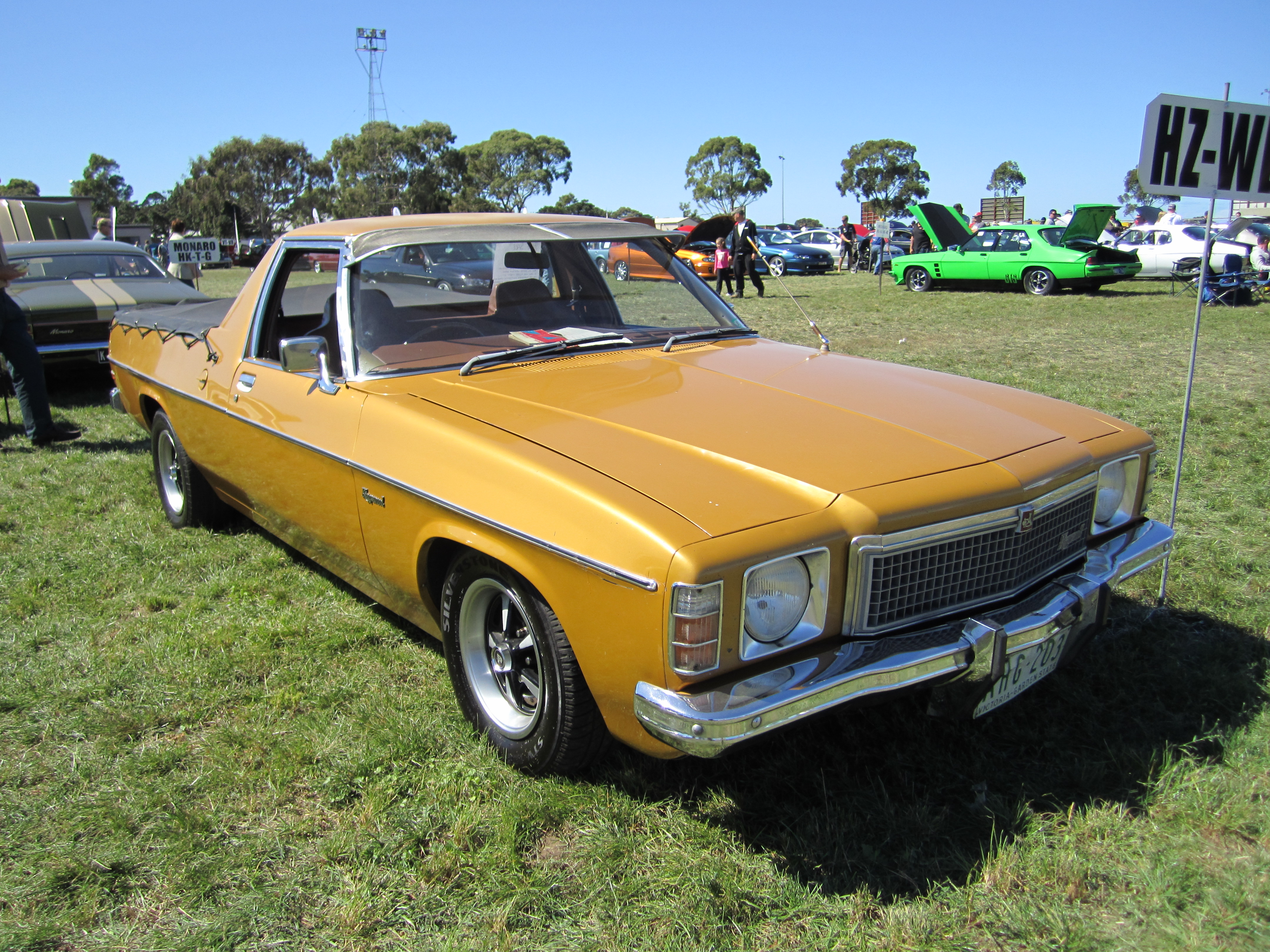